# Kapelkerk (Alkmaar)
De Kapelkerk is een middeleeuwse kerk in de oude binnenstad van Alkmaar, aan de Laat. Oorspronkelijk stond op deze plaats de katholieke Sint-Janskapel, vandaar de naam "Kapelkerk". De kerk wordt gebruikt door de Nederlandse Gereformeerde Kerken te Alkmaar voor de wekelijkse erediensten. In februari 2016 heeft deze kerkelijke gemeente deze kerk gekocht van de Protestantse Kerk Nederland, waardoor het voortbestaan als kerkgebouw is gewaarborgd. In januari 2019 is de kerk ondergebracht in Stichting Kapelkerk.

## Geschiedenis
De oudste delen van de Kapelkerk dateren uit de 15e eeuw. In 1536 werd het kleine gebouw aanzienlijk uitgebreid. De kerk kreeg toen de vorm van een Hollands-gotische kerk met een noordbeuk, een eenvoudig koor en tongewelven.
In 1707 werd er een nieuwe uitbreiding gerealiseerd: het gebouw kreeg een aanbouw in het noorden, richting het Verdronken Oord, in Hollands-classicistische stijl. Daarmee kreeg de Kapelkerk haar huidige afmetingen. In de kerk is het jaartal van deze uitbreiding nog in Romeinse cijfers terug te lezen: MDCCVII.
In 1760 woedde in dit deel van Alkmaar een stadsbrand die de Kapelkerk voor een groot deel verwoestte. Van het oorspronkelijke dak restte vrijwel niets meer. De kerk werd vrijwel onmiddellijk gerestaureerd, waarbij ook een nieuwe preekstoel werd aangeschaft, bekostigd door Guurtje de Volder (weduwe van Claes Botter) als dank dat haar huis bij voornoemde brand bespaart is gebleven. Op de panelen zijn het dankoffer van Noach, Mozes op het Sinaïgebergte en Paulus afgebeeld. In de Dooptuin bevindt zich nog de koperen lessenaar van vóór de voornoemde brand, uit 1662.  Bij de restauratie bleef het gotische exterieur van het oudste deel van de kerk gehandhaafd. Wel kreeg de kerk een classicistisch torentje met koepel en werd het interieur aan de smaak van die tijd aangepast. In 1762 werd de kerk opnieuw in gebruik genomen.
Bij verbouwingen in de 19e eeuw werden de gotische spitsboogvensters in het oudste deel van de kerk weggenomen en vervangen door rondboogvensters, wat naar het oordeel van de restaurateurs van die tijd beter bij het classicistische interieur en de noordelijke uitbouw paste. Bij restauratie in 1953 werd deze ingreep weer ongedaan gemaakt, zodat het gotische karakter van het oudste deel van de kerk zichtbaar zou blijven. Ook werd toen het middendeel van de dooptuin verwijderd. De kerk werd recentelijk nog gerestaureerd tussen 2001 en 2005.

## Gebouw
De huidige Kapelkerk is, mede dankzij de restauraties, een gebouw dat verschillende stijlen combineert. Het zuidelijke gedeelte van de kerk, aan de Laat, is onmiskenbaar gotisch. De vensters hebben spitsbogen. Typisch is ook de buitenmuur met spekbanden. Het noordelijke gedeelte is Hollands-classicistisch en heeft een sobere uitstraling. Ook het torentje met het kleine koepeltje is in deze stijl ontworpen. Het interieur verschilt opvallend van het exterieur omdat hier wel een duidelijke eenheid in stijl is: alles is van na de brand. Het pijporgel uit 1762 is gebouwd door Christian Müller en is een van de twee Alkmaarse Müllerorgels. De andere bevindt zich in de Evangelisch-Lutherse Kerk aan de Oudegracht (Alkmaar). Het instrument onderging in de loop der jaren diverse grondige restauraties en wijzigingen, vooral door Ypma in 1882 en door Flentrop in 1940 en 2006.

## Klokkenspel
In de dakruiter bevindt zich een automatisch spelende voorslag die is samengesteld uit klokken afkomstig van de Waag en de Grote Kerk. Twee Engelse Taylor-klokjes en 21 klokken uit zowel de Waagtoren als de Grote kerk hangen in de dakruiter waar ze sinds de restauratie van de kerk en dakruiter tussen 2001 en 2005 automatisch spelen met een nieuw gebouwde speeltrommel die door het oude torenuurwerk overdag ingang wordt gezet op het hele en halve uur. Er was bij de oplevering van de restauratie van de Kapelkerk geen geld om ook nog een klavier aan te schaffen zodat de oude klokken ook met de hand konden worden bespeeld. Dat is wel voorbereid voor de toekomst. Er zijn al enkele ontbrekende klokjes geschonken in 2005.